# DVB-T

DVB-T en el món. Els països que utilitzen DVB-T es mostren en blau.

DVB-T (anglès: Digital Video Broadcasting - Terrestrial) és l'estàndard per a la transmissió de televisió digital terrestre creat per l'organització europea DVB. Aquest sistema transmet àudio, vídeo i altres dades a través d'un flux MPEG-2, utilitzant una modulació COFDM.
L'estàndard DVB-T comparteix el mateix procés d'aleatorització, protecció externa i interna de dades i codis convolucionals d'entrellaçat que el DVB-S. La diferència fonamental és que, en aquest cas, s'utilitza una modulació COFDM (Coded Orthogonal Frequency Division Multiplexing) amb un total de 1705 (mode 2K) o 8817 portadores (mode 8K). Aquesta modulació permet, mitjançant la utilització de múltiple portadores que dispersen les dades de la trama a transmetre, operar en escenaris amb un elevat índex de senyal multitrajecte. La protecció davant d'aquest tipus d'interferències s'aconsegueix inserint intervals de guarda entre les dades que, eventualment, redueixen la capacitat del canal. Aquesta reducció de la capacitat és menor quan més gran és el nombre de portadores utilitzades. Tot i així, l'augment del nombre de portadores incrementa la complexitat del receptor.
	El mode 2K està pensat per transmissions simples que cobreixin àrees geogràfiques reduïdes (potències reduïdes) mentre que el mode 8K pot utilitzar-se per àrees geogràfiques extenses una única freqüència portadora per canal, comú a tota la xarxa. La forta protecció del COFDM permet que el sistema pugui operar mantenint la mateixa freqüència portadora a tota una regió geogràfica extensa (coberta per diversos radioenllaços). El receptor interpreta el senyal procedent del radioenllaç més feble com un senyal multitrajecte i pot rebutjar-la. Si els radioenllaços estan molt allunyats, les diferències de temps de recepció poden ser considerables i és necessari augmentar els intervals de guarda entre les dades digitals, perdent certa eficiència en la transmissió.
DVB-T ha evolucionat a una versió mòbil com el DVB-H (Handheld) i el DVB-T2, estandarditzat recentment.

## Cadena de transmissió del sistema

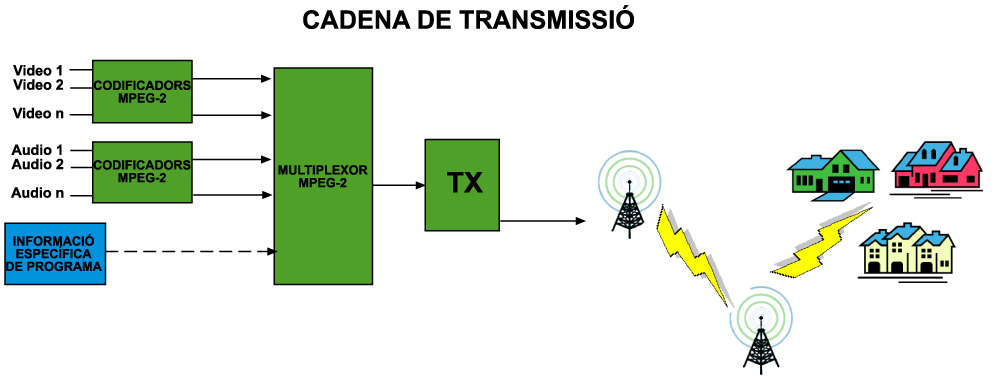
Cadena de transmissió de la DVB-T